# Giuseppe Alberigo
Giuseppe Alberigo, né le 21 janvier 1926 à Cuasso al Monte (Lombardie) et mort le 15 juin 2007 à Bologne, est un historien italien, spécialiste de l'histoire de l'Église catholique, en particulier du concile Vatican II, auquel il a consacré un ouvrage en cinq volumes traduit en français. Il est également l'auteur de deux biographies de Jean XXIII.

## Biographie
Diplômé en droit, Giuseppe Alberigo reçoit sa formation d'historien auprès d'Hubert Jedin puis de Delio Cantimori. Dans le domaine de la théologie, son maître est Giuseppe Dossetti.
Il fait partie des fondateurs de la faculté de sciences politiques de l'université de Bologne, où il est professeur d'histoire de  l'Église tout en étant le secrétaire général de la Fondazione per le scienze religiose Giovanni XXIII créée par Giuseppe Dossetti, fonction qu'il exerce pendant près d'un demi-siècle.
Son œuvre majeure est sa Storia del Concilio Vaticano II, dont l'aspect moderniste a parfois choqué dans les milieux catholiques, notamment dans les colonnes de L'Osservatore Romano. Alberigo y développe une herméneutique de la discontinuité à propos de Vatican II, représentatif en cela de l'« école de Bologne », dont il est l'un des chefs de file avec Alberto Melloni (it). En dehors de l'école de Bologne, cette approche est partagée par des spécialistes tels que Christoph Theobald, John O'Malley ou Gilles Routhier.

## Publications
En français
- Jean XXIII devant l’histoire, Éditions du Seuil, 1989
- Les Conciles œcuméniques, 2 vol., Éditions du Cerf, 1994 (décrets conciliaires en latin et traduits)
- Histoire du concile Vatican II (1959-1965), 5 vol., tr. fr. 2000-2005, Paris-Louvain, Cerf-Peeters
- Pour la jeunesse du christianisme : Le concile Vatican II (1959-1965), Éditions du Cerf, 2005

En italien
- Giuseppe Dossetti. Un itinerario spirituale  in collaborazione con Melloni Alberto, Ravignani Eugenio Edizioni Nuova Dimensione, 2006
- Breve storia del concilio Vaticano II (1959-1965), edizioni Il Mulino, 2005
- Papa Giovanni (1881-1963), edizioni EDB, 2000
- Dalla laguna al Tevere. Angelo Giuseppe Roncalli da S. Marco a San Pietro, edizioni Il Mulino, 2000
- Storia del Concilio Vaticano II [vol 4], Ed. Il Mulino, 1999
- Il Concilio adulto. Il secondo periodo e la seconda intersessione (Settembre 1963-settembre 1964), Il Mulino, 1998
- Il cristianesimo in Italia, Edizioni Laterza, 1997
- Chiesa santa e peccatrice, Edizioni Qiqajon, 1997
- Il concilio di Trento. Istanze di riforma e aspetti dottrinali in collaborazione con Scarpati Claudio, Alberigo Giuseppe Edizioni Vita e Pensiero, 1997
- Il cristianesimo in Italia, Mondadori, 1992
- La pace: dono e profezia in collaborazione con Enzo Bianchi, Carlo Maria Martini, Edizioni Qiqajon, 1991, 2ª ed.
- La riforma protestante. Origini e cause, Edizioni Queriniana, 1988, 2ª ed.

## Récompenses et distinctions
- Chevalier grand-croix de l'ordre du Mérite de la République italienne (2007)